# 玫瑰圣母圣殿 (利马)
玫瑰圣母圣殿（Basílica Menor y Convento Máximo de Nuestra Señora del Rosario）即圣道明修院圣殿（Basílica y convento de Santo Domingo），是一座天主教宗教建筑群，位于秘鲁利马。

## 历史
该堂创建于1530年代，奉玫瑰圣母为主保，位于利马历史中心。堂内有利马的圣罗撒、玛尔定·包瑞斯的圣髑，美洲正式成立的最古老的大学国立圣马尔科斯大学最初于16世纪在此开办。